# Gersdorffslund
Gersdorffslund ligger i Gosmer Sogn – Hads Herred – Århus Amt.
I 1674 oprettedes Gersdorffslund, først bygget i bindingsværk men den blev afbrændt af en pyroman i 1713. Den blev straks genopført af Christian Rathlou, der indlemmede den i stamhuset Rathlousdal. De nuværende bygninger er fra 1840'erne
Forud lå i nærheden den i 1381 nævnte Skovsgård og er måske den samme, som i 1559 kaldes Porsborg.
Gersdorffslunds nuværende hovedbygning er opført i 1856.
Gersdorffslund gods er på 388,1 hektar med Enggaarden, Bisgård og Lindgård.

## Ejere af Gersdorffslund
- (1381-1536) Forskellige ejere
- (1536-1660) Kronen
- (1660-1661) Joachim von Gersdorff
- (1661-1674) Frederik von Gersdorff
- (1674-1675) Jørgen Bielke
- (1675-1677) Christian von Gersdorff
- (1677-1678) Otto Krabbe
- (1678-1681) Gregorius von Rathlou
- (1681-1698) Margrethe Joachimsdatter von Gersdorff gift von Rathlou
- (1698-1710) Frederik Carl von Rathlou
- (1710-1752) Christian von Rathlou
- (1752-1771) Dorothea Sophie Joachimsdatter von Schack gift von Rathlou
- (1771-1800) Joachim Otto von Schack-Rathlou
- (1800-1828) Christian Frederik von Holstein-Rathlou
- (1828-1846) Niels Rosenkrantz von Holstein-Rathlou nr1
- (1846-1850) Niels Rosenkrantz von Holstein-Rathlou nr2
- (1850) Julie von Leitner gift von Holstein-Rathlou
- (1850-1919) Christian Frederik Emil von Holstein-Rathlou
- (1919-1921) Adolf Viggo Rudolf Huno von Holstein-Rathlou
- (1921-1924) Christian N. Lind
- (1924-1925) Gregers Juel
- (1925-1953) T. Viggaard-Jensen
- (1953-1986) T. Sand
- (1986-2003) Pajbjergfonden
- (2003-2021) Jens Gammelgaard
- (2021-) Allan Gammelgaard